# Angus Cameron (politikus)
Angus Cameron (Caledonia, 1826. július 4. – La Crosse, 1897. március 30.) az Amerikai Egyesült Államok szenátora (Wisconsin, 1875–1881 és 1881–1885).